# Opius canlaonicus
Opius canlaonicus är en stekelart som beskrevs av Fischer 1966. Opius canlaonicus ingår i släktet Opius och familjen bracksteklar. Inga underarter finns listade i Catalogue of Life.